# Spiderland
| Recensione | Giudizio       |
| ---------- | -------------- |
| Ondarock   | Pietra miliare |

Spiderland è il secondo e ultimo album della rock band statunitense Slint, pubblicato il 27 marzo 1991 attraverso la Touch and Go Records. L'album contiene testi narrativi che sottolineano l'alienazione, interpretati dalla voce di Brian McMahan che varia dalla parola parlata al gridare. Catalogato generalmente come post-rock, Spiderland è stato il primo disco pubblicato dagli Slint con la Touch and Go e l'ultimo prima dello scioglimento del gruppo. L'album è considerato uno dei migliori nella storia del rock.
Anche se inizialmente non fu ampiamente apprezzato, alla fine sono state vendute più di 50 000 copie del disco, il quale è diventato un punto fermo per la musica underground. Il disco ebbe importanti influenze su gruppi post-rock e math rock, e viene generalmente considerato dalla critica uno degli album più importanti e influenti degli anni '90.

## Il disco
Dopo la pubblicazione di Tweez, i membri degli Slint si dedicarono ad altre attività, alcuni persino riprendendo gli studi universitari. Nel 1991 la band si riunì per registrare sei brani inediti, con il nuovo bassista Todd Brashear, sostituto di Ethan Buckler. Il nuovo album, Spiderland, venne quindi pubblicato nel marzo dello stesso anno, sempre per la Touch and Go.
Il sound è ancor più tetro e asettico di quello di Tweez, ma anche meglio organizzato. I sei brani sono costituiti da continui cambi di tempo, dissonanze, sinistri arpeggi, batteria e basso poco lineari e violente scariche di chitarra elettrica: ogni brano è una piccola suite, in continuo mutamento. Anche l'intervento della voce è più sostanzioso che nel disco precedente, con testi più criptici ed evocativi: McMahan è un narratore che interpreta le sue storie usando, senza distinzione, inermi sussurrii e grida disperate.
Spiderland comincia leggiadro con Breadcrumb Trail, forte di un ritornello enfatico. Nosferatu Man (il cui titolo è ispirato al film muto del 1922 Nosferatu il vampiro, di Friedrich Wilhelm Murnau) è il brano dal ritmo più coinvolgente, con una progressione finale di accordi di chitarra distorti, a metà fra Punk rock e Heavy metal. Don, Aman sperimenta il minimalismo con un piccolo concerto per soli chitarra e canto, mentre un forte coinvolgimento sentimentale si sente in Washer, guidato da un romantico arpeggio. L'angosciante strumentale For Dinner... si conclude con una coda silenziosa ed epica. Il finale Good Morning, Captain, reso esotico da una melodia dissonante, conclude l'album con una violenta scarica di accordi e feedback.
La copertina, una foto in bianco e nero scattata da Will Oldham,amico della band, riassume meglio di ogni cosa l'atmosfera del disco: i quattro membri degli Slint, immersi, probabilmente, in un lago, rivolgono sorridenti la testa verso l'obiettivo, mentre sullo sfondo si scorgono i ripidi e rocciosi argini, e un pezzo di cielo.
Spiderland venne accolto molto bene dalla critica, e divenne presto un album cult nella scena underground. Dopo la pubblicazione di Spiderland, gli Slint si sciolsero.

## Tracce
Testi e musiche di Slint.
1. Breadcrumb Trail – 5:55
2. Nosferatu Man – 5:34
3. Don, Aman – 6:28
4. Washer – 8:50
5. For Dinner... – 5:05
6. Good Morning, Captain – 7:39

## Formazione
- David Pajo - chitarra
- Brian McMahan - chitarra, voce
- Britt Walford - batteria, voce, chitarra in Don, Aman
- Todd Brashear - basso

## Citazioni e riferimenti
- Il testo di Good Morning, Captain è un tributo a La ballata del vecchio marinaio, poema di Samuel Taylor Coleridge.[4]
- A loro volta gli Shellac omaggiano Good Morning, Captain in Shoe Song, nona traccia di 1000 Hurts.[5]
- La foto di copertina è stata scattata da Will Oldham.[6]